# Turkije op het Eurovisiesongfestival 2001
Turkije deed mee aan het Eurovisiesongfestival 2001 in Kopenhagen, Denemarken. Het was de 23ste deelname van het land op het Eurovisiesongfestival. Het lied werd gekozen door middel van een nationale finale.

## Selectieprocedure
De kandidaat voor Turkije op het Eurovisiesongfestival werd gekozen door een nationale finale.
De finale werd georganiseerd op 23 februari 2001 in Ankara.
In totaal namen 10 artiesten deel aan deze finale. De winnaar werd gekozen door een jury van 11 mensen.
| Artiest            | Lied             |
| ------------------ | ---------------- |
| Sedat Yüce         | Sevgiliye Son    |
| Ceynur Biçer       | Kayıp Bir Melek  |
| Feryal Bisel       | Oysa Şimdi       |
| Ceynur Biçer       | Hep Aşık Olsun   |
| Özgür Yedievli     | Yalnızım         |
| Nurdoğan Yurtseven | Delicesine       |
| Grup GMG           | Sen Her Şeyimsin |
| Semih Bayraktar    | Çok Geç          |
| Semih Beyraktar    | Uyan kalbim      |
| Işın Karaca        | Kaderimsin       |

## In Kopenhagen
In Denemarken trad Turkije als 15de land aan, net na Frankrijk en voor het Verenigd Koninkrijk. Op het einde van de stemming bleek dat ze 41 punten gekregen hadden en dat ze daarmee op de 11de plaats waren geëindigd. 
België deed niet mee in 2001 en Nederland gaf 3 punten aan deze inzending.

### Gekregen punten

#### Finale
| 12 punten | 10 punten     | 8 punten                 | 7 punten                          | 6 punten |
| --------- | ------------- | ------------------------ | --------------------------------- | -------- |
|           | - Griekenland |                          | - Duitsland - Frankrijk - Kroatië |          |
| 5 punten  | 4 punten      | 3 punten                 | 2 punten                          | 1 punt   |
|           | - Malta       | - Denemarken - Nederland |                                   |          |

### Punten gegeven door Turkije

#### Finale
Punten gegeven in de finale:
| 12 punten | Estland     |
| 10 punten | Kroatië     |
| 8 punten  | Zweden      |
| 7 punten  | Israël      |
| 6 punten  | Spanje      |
| 5 punten  | Griekenland |
| 4 punten  | Denemarken  |
| 3 punten  | Duitsland   |
| 2 punten  | Malta       |
| 1 punt    | Frankrijk   |